# Eichbusch (Steinreich)
Eichbusch ist ein Wohnplatz der Gemeinde Steinreich im Landkreis Dahme-Spreewald in Brandenburg.

## Geografische Lage
Der Wohnplatz liegt nordnordwestlich des Gemeindezentrums an der Grenze zur Stadt Golßen. Westlich von Eichbusch liegt der Golßener Gemeindeteil Altgolßen. Die höchste Erhebung ist der rund 144 m ü. NHN Meter hohe, nordwestlich auf Golßener Gebiet gelegene Schwarze Berg.

## Geschichte
Auf Karten des Deutschen Reiches ist bereits eine Wohnbebauung verzeichnet.